# گاما-آمانیتین
گاما-آمانیتین (به انگلیسی: Gamma-Amanitin) با فرمول شیمیایی C۳۹H۵۴N۱۰O۱۳S یک ترکیب شیمیایی با شناسه پاب‌کم ۲۶۱۱۶ است. که جرم مولی آن ۹۰۲٫۹۷ g/mol می‌باشد. 